# Joseph Willaert

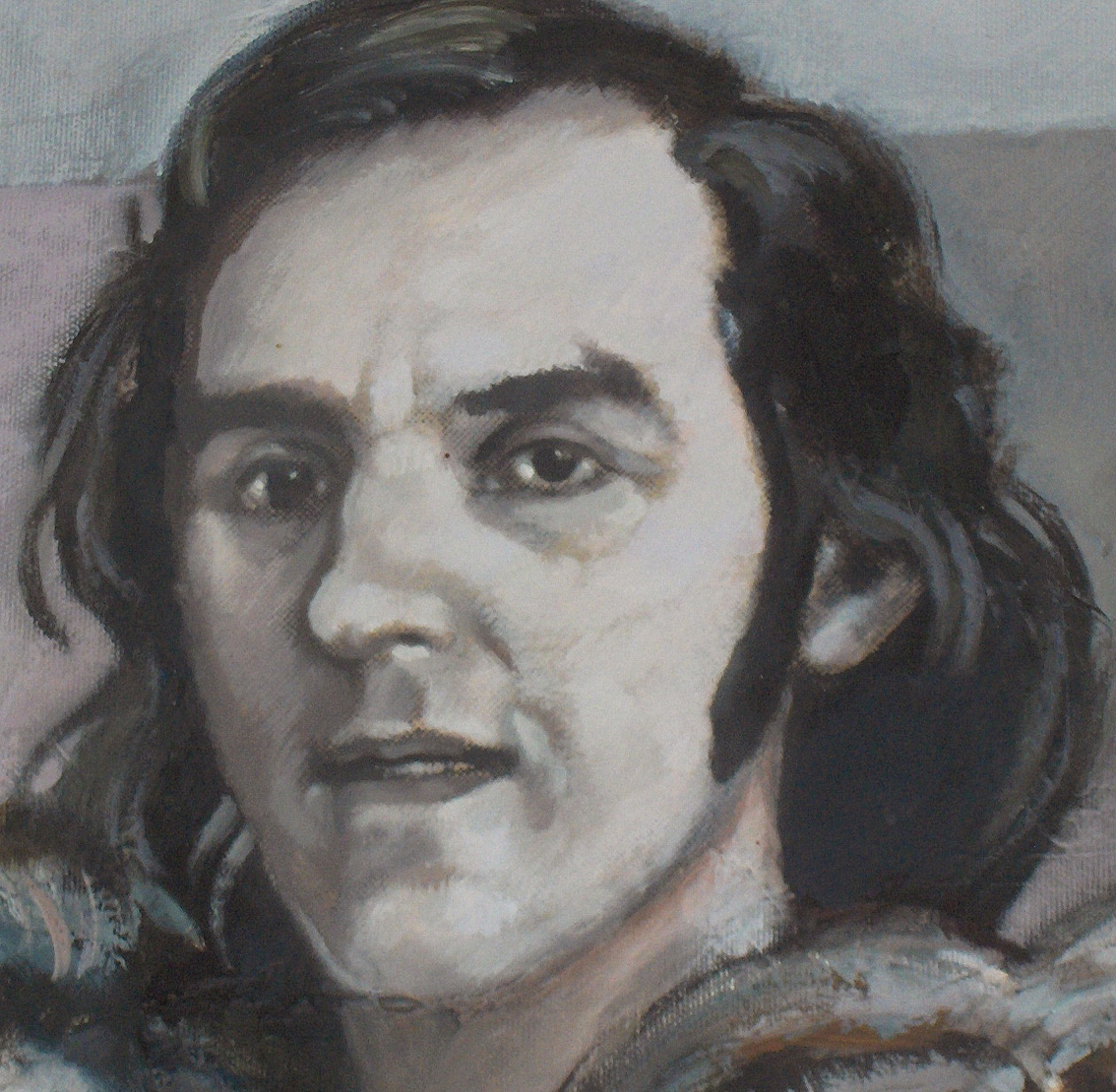
Porträt Willaerts von Willy Bosschem (Detail).

Joseph Willaert (* 23. April 1936 in Leke, Diksmuide; † 2. April 2014 in Ostende) war ein belgischer Maler. Er war Autodidakt und wurde mit seinen Werken des Pop Art und Hyperrealismus bekannt. 1976 vertrat er Belgien auf der Biennale di Venezia mit einer Installation von 18 Cibachromen. 1993 gestaltete er die Metrostation Clemenceau in Brüssel. Seine Werke befinden sich in verschiedenen Museen wie PMMK und Groeningemuseum.